# 道の駅ましこ
道の駅ましこ（みちのえき ましこ）は、栃木県芳賀郡益子町にある栃木県道41号つくば益子線の道の駅である。

## 概要
- 2017年6月10日に開業約8ヶ月で来場者が50万人に到達した。これは当初の想定である開業1年間で来場者30万人を大幅に上回る盛況ぶりである[3]。
- 2018年2月25日に日本建築大賞（2017年度大賞）を受賞[4]。同年には日本建設業連合会主催の第59回BCS賞を受賞した[5]。
- 2021年、ヤギ（日本ザーネン種のオス）が飼われ始めた[6]。愛称は「ヤギ駅長のやっくん」[6]。

## 施設
梁に八溝杉、土壁に益子焼で使われる黄土を使用し、外観は里山が折り重なる様を表現
- 駐車場
  - 普通車 131台
  - 大型車 12台
  - 身障者用 7台
- トイレ
  - 男（小）7器、（大）3器
  - 女 11器
  - 身障者用 2器
- 公衆電話
- 直売物産施設：ましこのマルシェ
- 総合案内：ましこのコンシェルジュ
- 飲食施設：ましこのごはん
- 多目的スペース
- 芝生広場
- 丸形庇付郵便ポスト

## 休館日
- 毎月第2火曜日